# Fire Fighter (Schiff)
Die Fire Fighter war in den Jahren 1938 bis 2012 als Feuerlöschboot des New York City Fire Departments im Einsatz. In seiner Dienstzeit kam das Löschboot unter anderem beim Brand auf der Normandie, den Terroranschlägen am 11. September 2001 und dem Absturz von US-Airways-Flug 1549 zum Einsatz.
Das als National Historic Landmark eingestufte Schiff kann seit seiner Außerdienststellung als schwimmendes Museum in Greenport, New York, besichtigt werden.

## Geschichte
Im Jahr 1937 verfügte das New York City Fire Department (NYFD) mit neun Feuerlöschbooten über genug Kapazitäten, um in Friedenszeiten die Hafenbereiche und Schifffahrtswege der Stadt zu sichern. Die sich immer weiter zuspitzende politische Situation in Europa regte jedoch Überlegungen an, die Flotte weiter aufzustocken und auf einen möglichen Krieg vorbereitet zu sein. Der Ingenieur William Francis Gibbs nutzte die Gunst der Stunde, um der Stadt New York sein Schiffsdesign für ein bis dahin einzigartiges Feuerlöschboot zu präsentieren. Obwohl er vorher nur Erfahrung mit der Konstruktion von Passagier- und Frachtschiffen gesammelt hatte, konnte er mit seinem Vorschlag den Bürgermeister der Stadt, Fiorello LaGuardia, überzeugen, der den Bau des rund 1.000.000 US-Dollar teuren Schiffes autorisierte.
Bereits gegen Ende 1937 konnte mit dem Bau des Schiffes durch die United Shipyards auf Staten Island unter der Baunummer #856 begonnen werden. Am 26. August 1938 erfolgten der Stapellauf und die Schiffstaufe. Nach rund drei Monaten Erprobung wurde das Löschboot am 16. November 1938 offiziell in Dienst gestellt.
Nach der Indienststellung wurde das Schiff an der Pier 1A im Battery Park stationiert und der Einheit Marine 1 zugeordnet. Von hier aus ließen sich alle Teile des Port of New York erreichen, die damals an der Küstenlinie des Hudson und East River von Manhattan und in Brooklyn und Queens lagen. Das Schiff erhielt durch sein Design und die verbaute Technik bei der 1939 New York World’s Fair internationale Aufmerksamkeit.
Der stark ansteigende Schiffsverkehr im Hafen der Stadt führte im Zweiten Weltkrieg auch zu erhöhten Einsatzzahlen für die Fire Fighter. Der bekannteste dieser Einsätze war der Brand auf der Normandie. Zudem konnte die Besatzung des Schiffes am 24. April 1943 eine Explosionskatastrophe im Hafen von Jersey City verhindern. Hier war die El Estero in Brand geraten, nachdem rund 5.000 t Munition an Bord genommen worden waren. Zusammen mit dem Feuerlöschboot John J. Harvey flutete die Fire Fighter die El Estero und konnte so den Brand löschen, bevor die Munition explodieren konnte.
Im Jahr 1955 wurde der Standort des Schiffes zur Marine Unit 5 an die Gracie Mansion in Manhattan und 1956 zur Marine Unit 8 am Bush Terminal in Brooklyn verlegt. Grund für diese Maßnahme war der stetig ansteigende Containerumschlag im Hafen von Brooklyn, der zu einer Verlagerung des Frachtverkehrs im Hafen von New York führte. Da die Ladung der Schiffe nun mehr und mehr aus Containern bestand, wurden die großen Lagerhäuser für Stückgut immer überflüssiger. Die Besitzer ließen sie verwahrlosen, was zu einer stetig steigen Zahl an Pierbränden führte. Einer der verheerenden dieser Brände war das am 3. Dezember 1956 in einem Lagerhaus der Luckenbach Steamship Co., Inc am Bush Terminal ausgebrochene Feuer. Nachdem die Löscharbeiten begonnen hatten, explodierten dort mehrere Tonnen Sprengstoff. Über 200 Menschen wurden verletzt und zehn kamen um. Die ebenfalls bei den Löscharbeiten eingesetzte Fire Fighter wurde schwer beschädigt, setzte die Löscharbeiten aber fort. Die danach nötige Werftüberholung wurde für eine umfangreiche technische Überholung genutzt.
Im Jahr 1967 erfolgte eine erneute Verlegung des Schiffes. Neuer Dienstort war die Marine Unit 9 in Stapleton, Staten Island. Ursache hierfür war erneut eine Verlagerung des Frachtverkehrs weg von Brooklyn nach Staaten Island. Von hier aus rückte die Fire Fighter am 31. Mai 1973 zu einem ihrer schwierigsten Einsätze aus. Vierzig Minuten nach Mitternacht fiel auf dem Containerschiff Sea Witch die Ruderanlage aus. Das nunmehr steuerlose Schiff kollidierte mit dem Tanker Esso Brussels und blieb in diesem stecken. Das auslaufende Öl des Tankers entzündete sich sofort und hüllte beide Schiffe in eine dichte Rauch- und Flammenwand. Die Besatzung der Sea Witch konnte das Schiff nicht mehr verlassen und wurde durch die Flammen eingeschlossen. Die Fire Fighter war das erste Löschboot vor Ort. Durch die dichte Flammenwand ging die Besatzung zuerst von einer Explosion auf der Esso Brussels aus. Erst als erste Löschversuche Wirkung zeigten, enthüllten die Rauchwolken die Sea Witch. Diesen Augenblick nutze der an Bord befindliche Lotse John T. Cahill, um das Löschboot mit Lichtzeichen auf sich aufmerksam zu machen. Die Besatzung der Fire Fighter setzte nun die Löschmonitore ein, um sich einen Weg durch das brennende Öl zu schaffen und ging längsseits zur Sea Witch, um die Besatzung über Leitern zu retten. Durch dieses Manöver gelang es, fast alle Mitglieder der Besatzung lebend zu retten. Hierfür erhielt das Schiff die höchste Auszeichnung der United States Merchant Marine, die Merchant Marine Gallant Ship Citation. Bis heute erhielt kein anderes Löschboot diese Auszeichnung.
Nach 50 Dienstjahren wurde das Schiff im Juni 1989 in das National Register of Historic Places aufgenommen. Am gleichen Tag erfolgte die Anerkennung als National Historic Landmark. Als 1999 die John J. Harvey ausgemustert wurde, war die Fire Fighter das älteste Löschboot der Flotte des NYFD.
Bei den Terroranschlägen am 11. September 2001 gehörten die Löschboote des NYFD zu den eingesetzten Kräften. Sie wurden in der Battery Park City eingesetzt, um mit ihren Pumpen Löschwasser zur Verfügung zu stellen. Der Einsturz der Türme des World Trade Centers beschädigte das Trink- und Löschwassernetz so schwer, dass die Schiffe für die nächsten drei Wochen die einzig zuverlässige Quelle für Wasser in diesem Bereich waren.
Im Jahr 2003 wurde das Löschboot noch einmal generalüberholt, jedoch zeichnete sich langsam ab, dass das Schiff technisch veraltet ist und es wurden Planungen für eine Ersatzbeschaffung aufgenommen. Der Absturz von US-Airways-Flug 1549 in den Hudson 2009 war der letzte große Einsatz der Fire Fighter. Am 7. Dezember 2010 wurde das Schiff in die Reserve versetzt und durch den Neubau Fire Fighter II ersetzt.
Am 15. Oktober 2012 wurde die Fire Fighter endgültig außer Dienst genommen. Sie wurde dem Fireboat Fire Fighter Museum übergeben und kann als Museumsschiff in Greenport auf Long Island besichtigt werden. Die Instandsetzung und Wartung des Schiffes erfolgt über Spendengelder und Mittel des National Park Service auf ehrenamtlicher Basis. Im April 2017 wurde eine fünfmonatige Überholung der Fire Fighter abgeschlossen, bei der auch das ursprüngliche Farbschema wiederhergestellt wurde.

## Löschtechnik

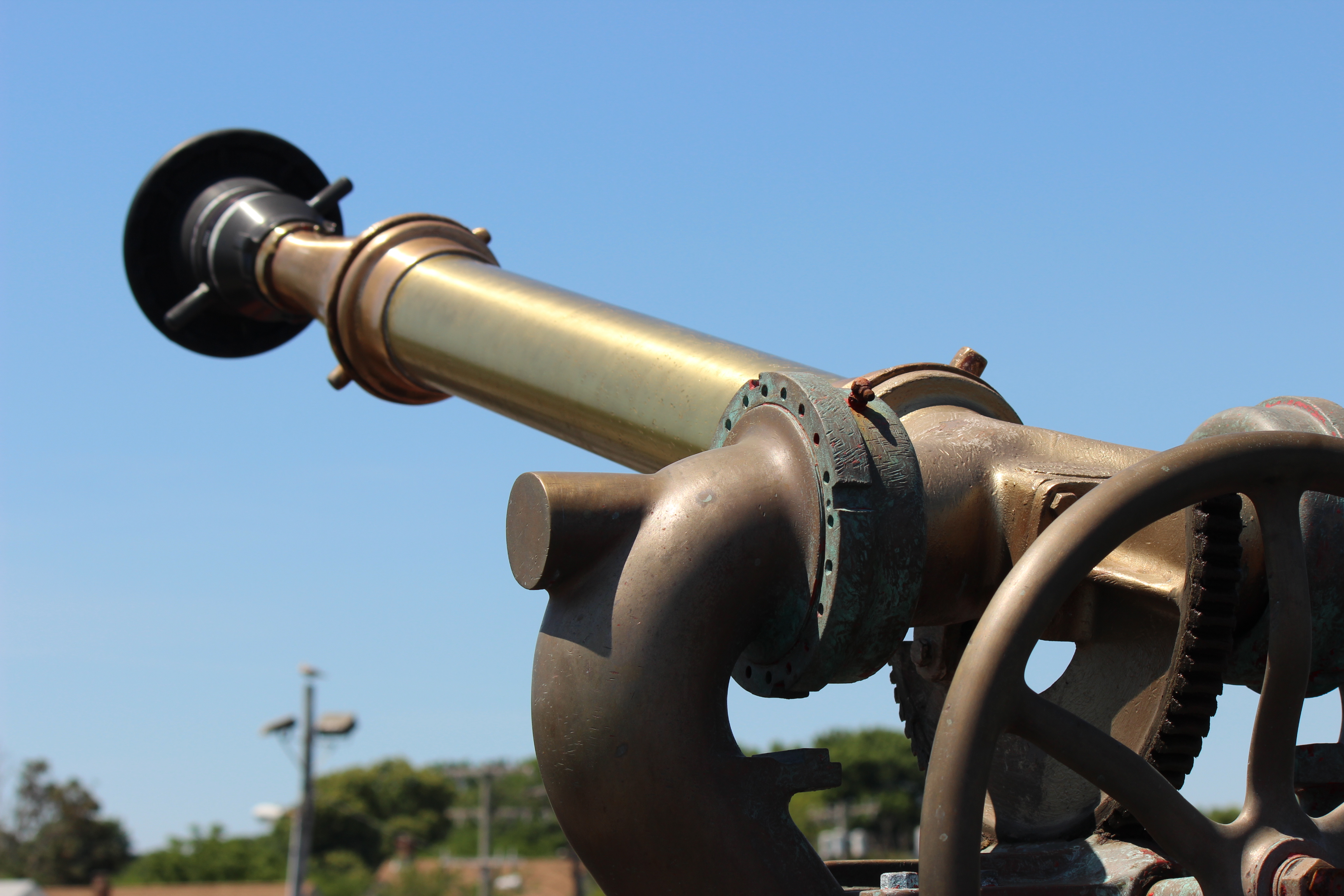
Löschmonitor

Bei seiner Indienststellung war das Schiff mit einer Pumpenleistung von 75.000 Litern pro Minute (20.000 Gallonen pro Minute) das stärkste Schiff der Löschflotte des NYFD. Noch heute stellt die Pumpenleistung manch modernes Feuerlöschboot in den Schatten. Das Wasser kann über verschiedene manuell bedien- und einstellbare Löschmonitore zur Brandbekämpfung oder Eigensicherung abgegeben werden. Zwischenzeitlich experimentierte man mit der Wasserabgabe über einen demontierbaren Turm.